# Glückaufhaus

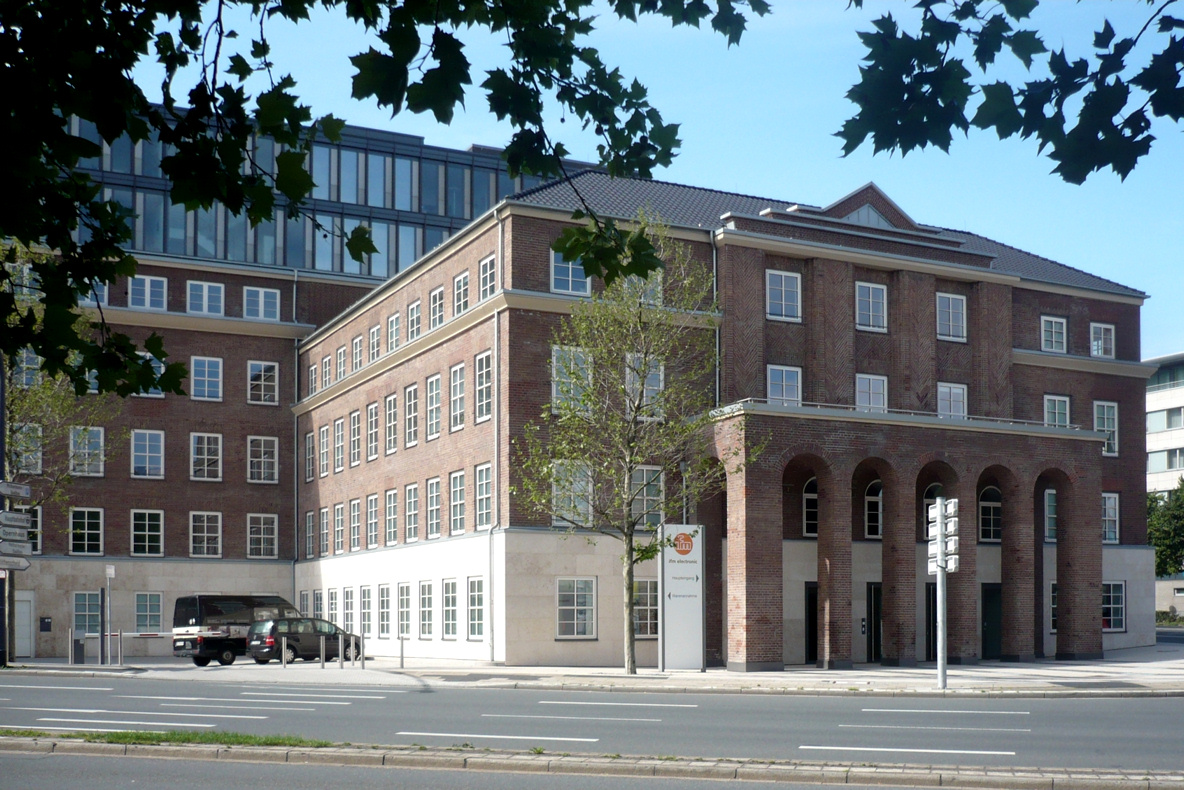
Glückaufhaus – 2010

Das Glückaufhaus ist ein in den Jahren 1922/1923 im Essener Südviertel in der Friedrichstraße 1 errichtetes Bürohaus, dessen Fassade seit 1988 unter Denkmalschutz steht. Es entstand nach Plänen des Architekten und Leiters des städtischen Hochbauamtes Ernst Bode (1878–1944).

## Geschichte des Gebäudes
In der Zeit nach dem Ersten Weltkrieg gab es Planungen der Stadt Essen, auf dem Grundstück des späteren Glückaufhauses ein entsprechend großes Bürohaus zu errichten, um Wirtschaftsverbänden, staatlichen Stellen und insbesondere kommunalen Ämtern Raum zu geben. Ein repräsentativer Bau sollte an der Kreuzung der bereits wichtigen Verkehrsachsen von Rüttenscheider-, Friedrich- und Bismarckstraße Akzente setzen. Die Südstadt entwickelte sich in dieser Zeit zum Verwaltungszentrum.
Die Fassade in teils klassizistischem und teils expressionistischem Stil wird durch Backsteine, welche mit hellem Ruhrsandstein abgesetzt sind, charakterisiert. In diesem monumental wirkenden Stil wurde das Haus zum Vorbild anderer Bauten im Ruhrgebiet.
Im April 1923 wurde das Haus eingeweiht. Das Hauptgebäude mit Innenhof besaß vier, der Gebäudeflügel zur Friedrichstraße drei Etagen. Der Haupteingang präsentiert sich durch durchlaufende Pfeilervorlagen über drei Etagen. Heute befindet sich davor die Skulptur eines Hüttenarbeiters, die vom Bildhauer Joseph Enseling geschaffen wurde.
Seit 2011 gehört das Gebäude zur Route der Industriekultur.

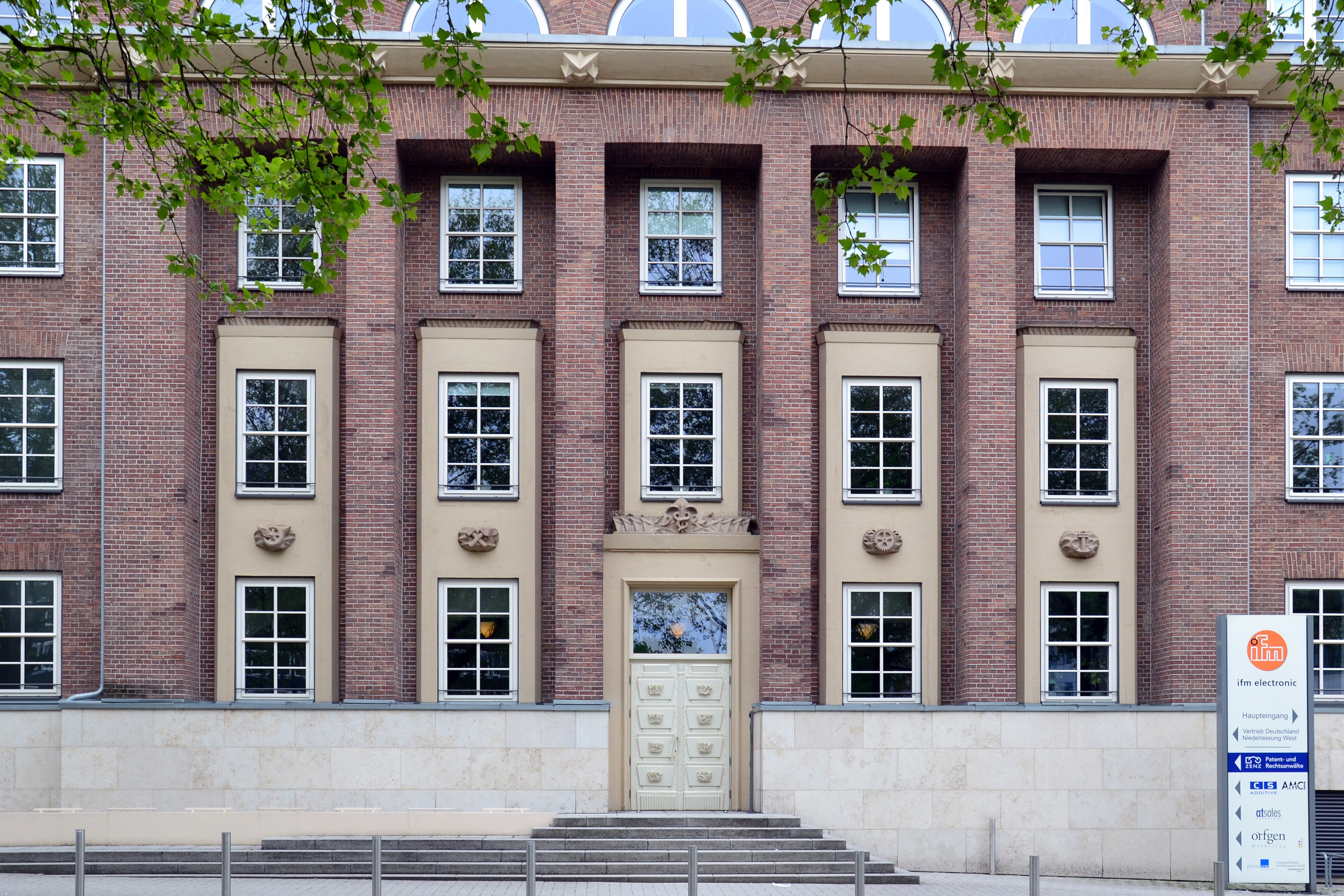
Blick von Osten
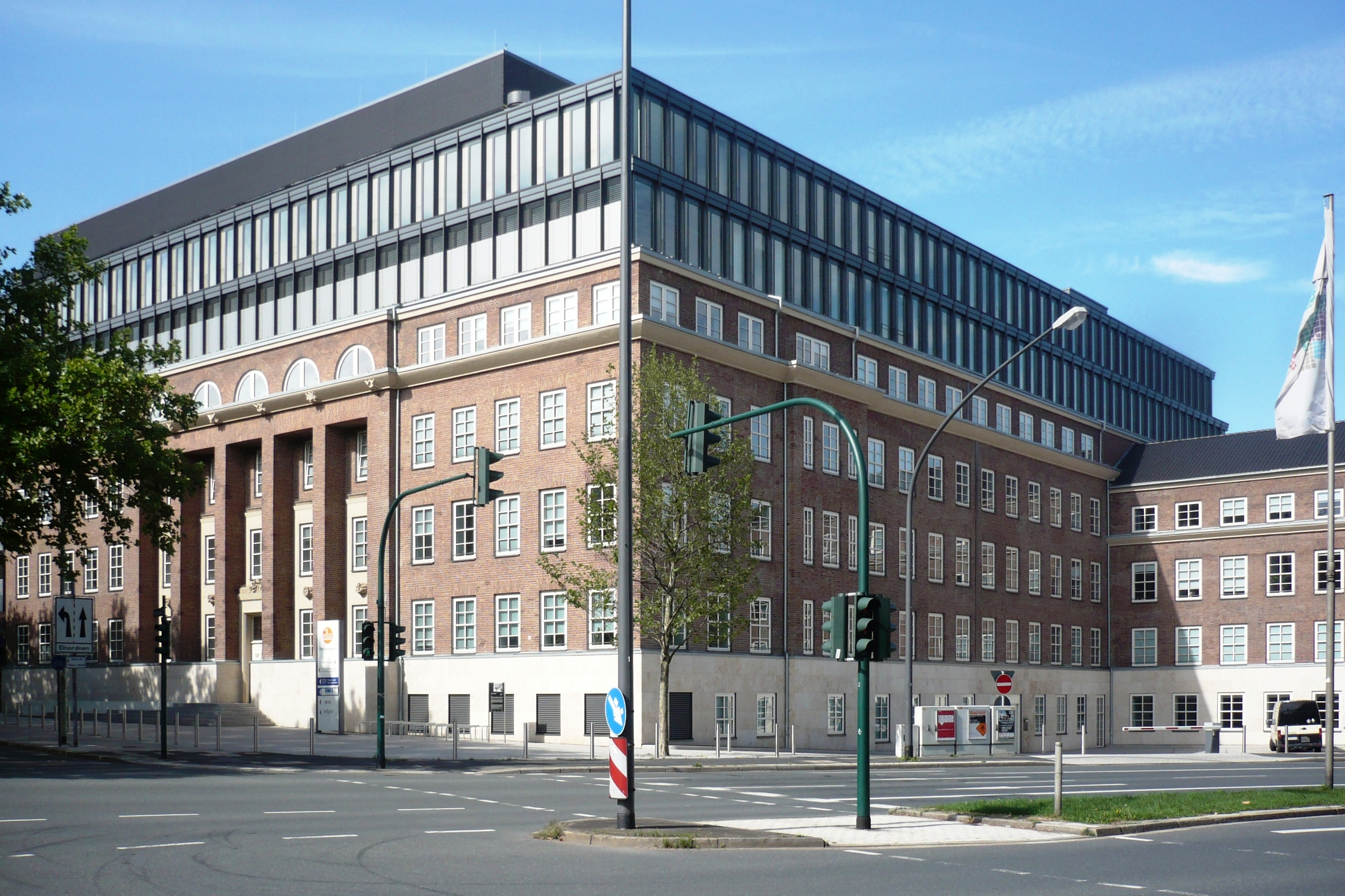
Ostflügel, Haupteingang an der Rüttenscheider Straße
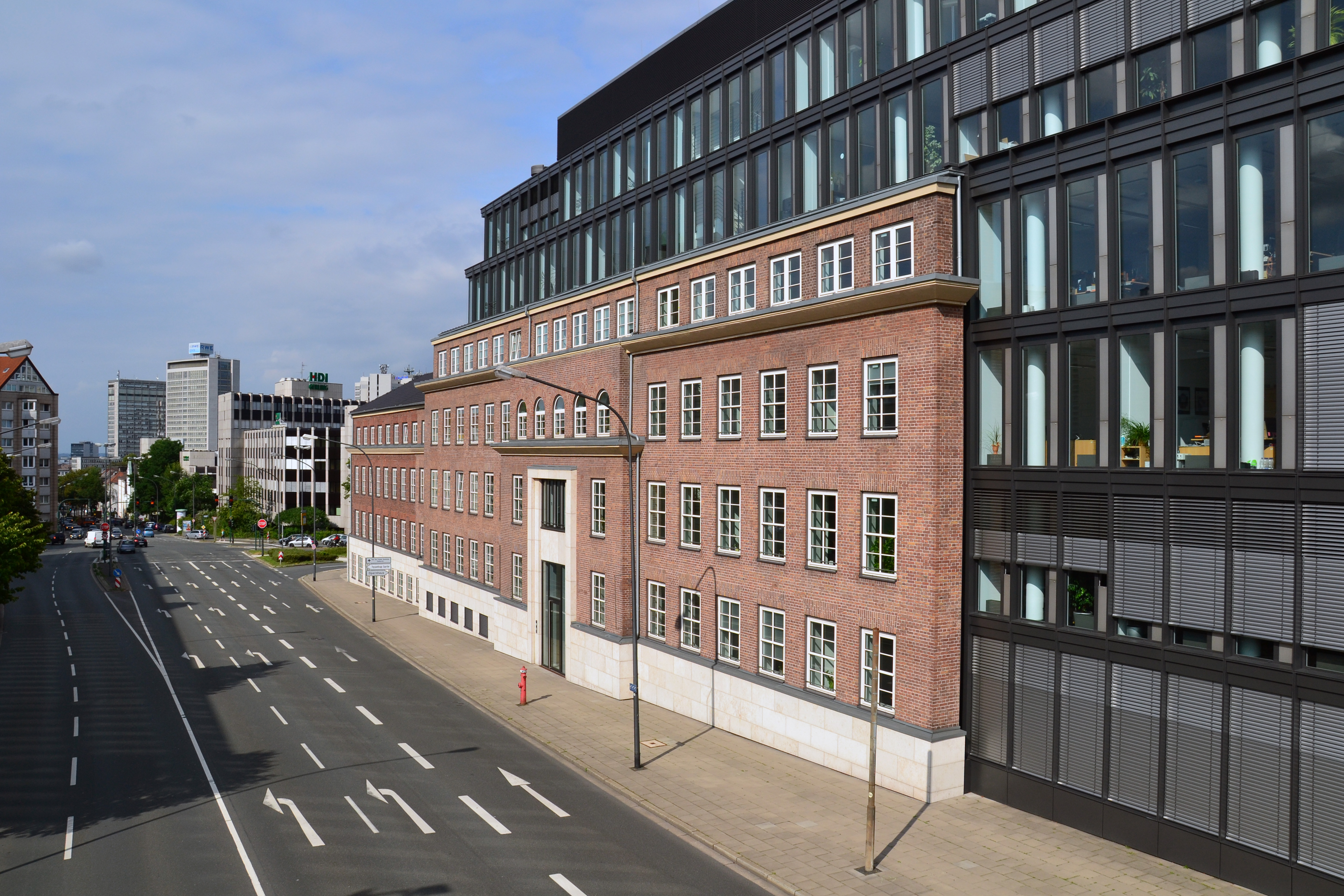
Westflügel mit Eingang an der Bismarckstraße
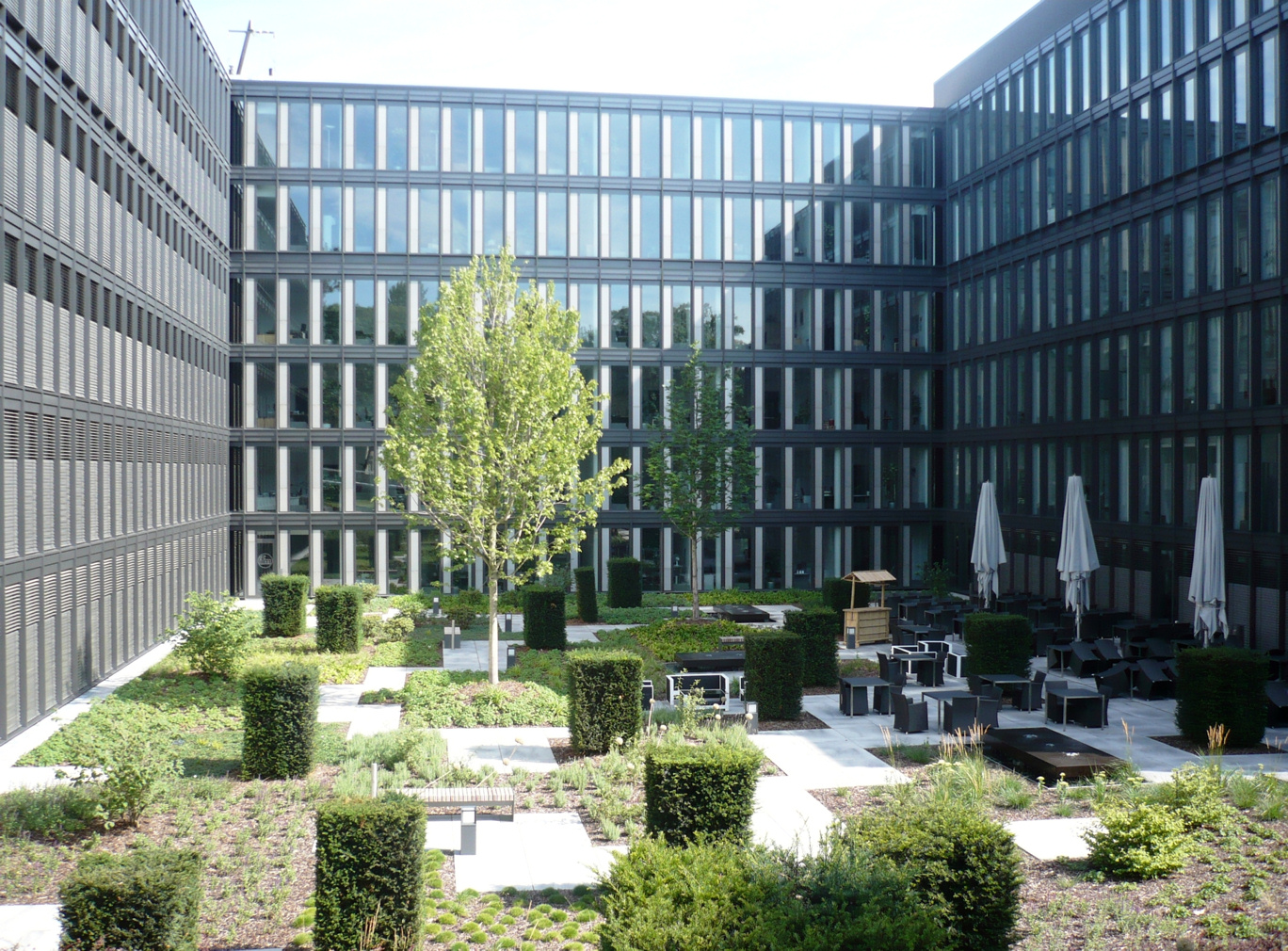
Rückseite, Innenhof

## Nutzung
Ursprünglich diente das Haus nach seiner Eröffnung mit 6350 Quadratmeter Bürofläche kommunalen Ämtern, Wirtschaftsverbänden und staatlichen Stellen.
1935 richteten die Nationalsozialisten hier den Sitz der NSDAP-Gauleitung des Gaues Essen ein und nannten das Haus Thomae-Haus, benannt nach Gottfried Thomae, einem 1928 durch Zusammenstöße mit Kommunisten getöteten Nationalsozialisten.
Nachdem das Haus den Zweiten Weltkrieg nahezu unbeschädigt überstanden hatte, nutzte es die britische Militärverwaltung.
Danach war das Glückaufhaus bis zum Jahre 1999 Sitz des Unternehmensverbandes Ruhrbergbau und des Gesamtverbandes des Deutschen Steinkohlenbergbaus. Währenddessen wurden zu Beginn der 1970er Jahre deutliche bauliche Veränderungen vorgenommen. Die Ruhrkohle AG (RAG) verkaufte das Gebäude 2004 an die Essener Immobilienfirma Kölbl Kruse. In den Jahren 2007 bis 2009 wurde die Fassade überholt und die expressionistische Eingangshalle an der Rüttenscheider Straße sowie der Eingangsbereich an der Friedrichstraße in seinen Originalzustand versetzt. Das Gebäudeinnere wurde von Grund auf neugebaut, sodass seit Ende 2009 17.000 Quadratmeter Nutzfläche zur Verfügung stehen. Hauptmieter ist seitdem das Elektronikunternehmen ifm electronic, das seinen Firmensitz hierhin verlegt hat.
Zum Gesamtkomplex gehört das 1924 eröffnete Kino Filmstudio Glückauf, das nach Neuaufbau unter Verwendung alter Einrichtungsteile im Jahre 2009 fertiggestellt und wieder in Betrieb genommen wurde.